# Neera (filla de Pereu)
|  | No s'ha de confondre amb Neera (nimfa). |

D'acord amb la mitologia grega, Neera (en grec antic: Νέαιρα) va ser una filla de Pereu, heroi arcadi.
Es va casar amb Autòlic, segons Pausànias o amb Àleu  segons Apol·lodor, i va ser la mare d'Auge, de Licurg i de Cefeu. Dels tres fills, Auge va ser sacerdotessa d'Atena i va tenir un fill amb Hèracles, Cefeu va succeir el seu pare com a rei de Tègea i Licurg va ser rei d'Arcàdia.